# 阿明·艾希霍尔茨
阿明·艾希霍尔茨（德語：Armin Eichholz，1964年5月21日—），德国男子赛艇运动员。他曾代表西德、德国参加1988年和1992年夏季奥林匹克运动会赛艇比赛，获得一枚金牌和一枚铜牌。